# Jenny Humphrey
 (février 2016).
Améliorez-le ou discutez des points à vérifier. 
Jennifer Tallulah Humphrey, dite Jenny, est un des personnages de la série Gossip Girl et de la série de romans de Cecily von Ziegesar It Girl . Elle est représentée par Taylor Momsen dans la série télévisée Gossip Girl sur The CW.

## Dans les romansIt Girl

### DansGossip Girl
Description physique : Jenny est petite et mince ; elle a des cheveux bruns et frisés, une frange droite et austère sur le front, de grands yeux noisette, un visage rond parsemé de taches de son et une très opulente poitrine (un 90 E à quatorze ans).
Histoire : La petite Jennifer Tallulah Humphrey - dite Jenny - âgée de quatorze ans (douze dans la préquelle) au début de la série, est la plus jeune des personnages de la saga Gossip Girl. Elle loge dans un appartement délabré de l'Upper West Side avec son père Rufus Humphrey - un éditeur bohème et beatnik de poètes mineurs de la Beat Generation - son frère, Dan, de trois ans son aîné et leur chat, Marx. Elle n'a plus de contact avec sa mère, Jeannette, une artiste hippie quelque peu exubérante, depuis que celle-ci a définitivement quitté le domicile familial du jour au lendemain pour aller s'installer en Europe avec un riche aristocrate. Jenny est une artiste peintre bourrée de talent qui admire beaucoup Serena et désire lui ressembler. Dotée d'une très généreuse poitrine et d'une tignasse de cheveux frisés, elle est souvent la cible de moqueries. Elle travaille également pour le magazine artistique de son lycée, Rancœur, créé par Vanessa. Tout au long de la série, elle tente par tous les moyens de s'intégrer à l'univers glamour des filles riches, populaires et plus âgées de son école privée pour filles, Constance Billard (= Constance Billard School for Girls). Ambitieuse, elle parvient à de nombreuses reprises à se faire inviter à des fêtes organisées par des élèves de terminale malgré son statut social peu reluisant et même à entreprendre une carrière de mannequin, grâce à l'aide de Serena. Plus tard, elle est aussi engagée comme chanteuse par le groupe de rock en vogue, The Raves, pour y remplacer son frère. Au début de la série, elle est sortie avec le très convoité Nate Archibald pendant un petit moment. À la fin de son année de seconde au lycée, elle demande son transfert vers un pensionnat huppé où elle décide de se réinventer et de devenir une vraie "It Girl" à la Serena Van der Woodsen. À l'âge de dix-huit ans, au sortir du pensionnat, son baccalauréat en poche, elle intègre la Rhode Island School of Design pour y étudier le dessin. La meilleure amie de Jenny est Elise Wells.
Liste de ses conquêtes amoureuses : Nathaniel Fitzwilliam Archibald, Leo Berensen, Tyler Hugh Waldorf Rose...
Liste de ses ami.e.s : Elise Wells, Vanessa Marigold Abrams, Serena Caroline Van der Woodsen, Marx, ...

## Dans la série télévisée
Jenny Humphrey est la fille de l'ancien musicien Rufus Humphrey, la jeune sœur de Dan Humphrey et la demi-sœur de Scott Rosson (fils naturel de Rufus Humphrey et Lily Van Der Woodsen, présumé mort et élevé dans une famille d'accueil). Dans les saisons 1 et 2, elle vit à Brooklyn avec Dan et Rufus. Elle est rejointe pendant une courte période par sa mère Alison, mais ses parents décident de se séparer pour de bon et sa mère retourne vivre à Hudson. Dans la saison 3, Jenny va dans sa nouvelle famille, avec sa nouvelle belle-mère Lily van der Woodsen, et ses demi frères et sœurs Chuck Bass, Serena Van Der Woodsen et Eric Van Der Woodsen. Elle vit maintenant dans le centre de Manhattan, mais cela s'avère être une erreur, elle est bannie et décide de vivre avec sa mère à Hudson. Elle retourne à New York dans la saison 4, mais vit toujours à Hudson.

### Évolution du personnage au cours de la série
Jenny est grande et mince, a les cheveux long et blond et de grands yeux bleu. Au début de la série, Jenny Humphrey semble être quelqu'un de très gentil, qui ne cause jamais de problèmes et à qui on peut se confier. Cependant lorsqu'elle commence à être "amie" avec les It-Girls de l'Upper East Side elle se rebelle contre toutes les personnes qui avaient vraiment confiance en elle : son père, son frère, sa mère, Eric et Serena. Elle détrône ensuite Blair Waldorf qui devient par la suite son ennemie jurée.
Elle essaye de conquérir toute son école (également tout le quartier) en sortant avec Asher, un étudiant de NYU qui est en réalité gay et qui se sert d'elle, tout comme elle se sert de lui pour gagner en popularité. Eric (l'un de ses meilleurs amis) avoue sa relation avec celui-ci lors de sa fête. Elle se fait par la suite re-détrôner par Blair Waldorf. Elle décide alors de tout arrêter et essaie de se faire oublier en redevenant la gentille fille qu'elle était.
Dans la saison 2, elle redevient celle qu'on avait pu connaître au début de la saison 1 mais se rebelle contre son père qui ne veut pas qu'elle se lance dans sa carrière de styliste. Elle essaye de le convaincre par tous les moyens qu'elle a du talent et qu'il faudrait qu'elle saisisse cette opportunité le plus vite possible, mais en vain. Elle décide alors de fuguer avec sa « nouvelle meilleure amie », le mannequin peu recommandable, Agnès. À la suite d'une dispute avec Agnès elle décide de retourner chez elle à une condition : que son père signe l'autorisation pour lancer sa ligne de vêtements. Il refuse. Elle décide alors de se loger chez Eric Van Der Woodsen ce qui va vite ne plus être un secret. Encouragée par Blair à pardonner son père, elle décide de lui pardonner et lui dit qu'elle l'aime. C'est la fin de cette rébellion. À la fin de la saison 2, un nouveau problème est accordé à Jenny. Blair décide lui céder le trône de Constance Billard. Elle accepte mais n'arrive pas à s'y faire.
Au retour des Hamptons, elle décide, en compagnie d'Eric, d'aider Serena à cacher tous ses exploits européens peu glorieux, mais ils échouent. Dès la rentrée, elle hésite à reprendre les rênes de Constance Billard mais finit par accepter cet « héritage ». C'est au bal des débutantes que la vraie Jenny disparaît vraiment. Elle conquit tout l'Upper East Side mais fait rompre Eric avec Jonathan. Eric décide alors de mettre un terme à cette amitié. Agnès mène Jenny dans un univers dangereux dont elle sera sauvée par Nate. De ce moment la, découle une idylle entre elle et Nate.  Elle lui raconte alors des mensonges sur Serena mais il finira par se rendre compte que tout ce qu'elle a pu lui dire était faux. Elle se fait une nouvelle ennemie : Serena. Elle couche par la suite avec Chuck Bass alors qu'il était encore avec Blair. Elle met alors fin à son amitié avec Blair et Blair met fin à sa relation avec Chuck par la même occasion. Elle se rend alors compte de tout le mal qu'elle a pu faire autour d'elle et décide d'emménager chez sa mère, à Hudson.
Jenny revient dans la saison 4 toujours aussi diabolique. Elle complote avec Vanessa et Juliet Sharp pour renverser Serena. On peut en conclure que le monde de l'Upper East Side l'a changé. 
Elle est de retour dans la saison 6 comme invitée pour le dernier épisode lors du mariage de Dan et Serena. Le sac qu'elle porte en arrivant avec la mention "J Waldorf" laisse à penser quelle a elle aussi développé sa marque au sein de Waldorf Entreprise. Nous découvrons également qu'elle est partie s'installer à Londres.